# Adjungbilly
Adjungbilly est une petite ville de la Riverina en Nouvelle-Galles du Sud (Australie) située à 29 km au sud-est de Gobarralong, et à 35 km au nord-est de Tumut. Elle se trouve sur le versant "nord-ouest" des Snowy Mountains.
Elle compte 159 habitants en 2006 pour une superficie de 455,167 km2.
La ville ne contient comme bâtiments publics qu'un centre social et une petite école primaire.

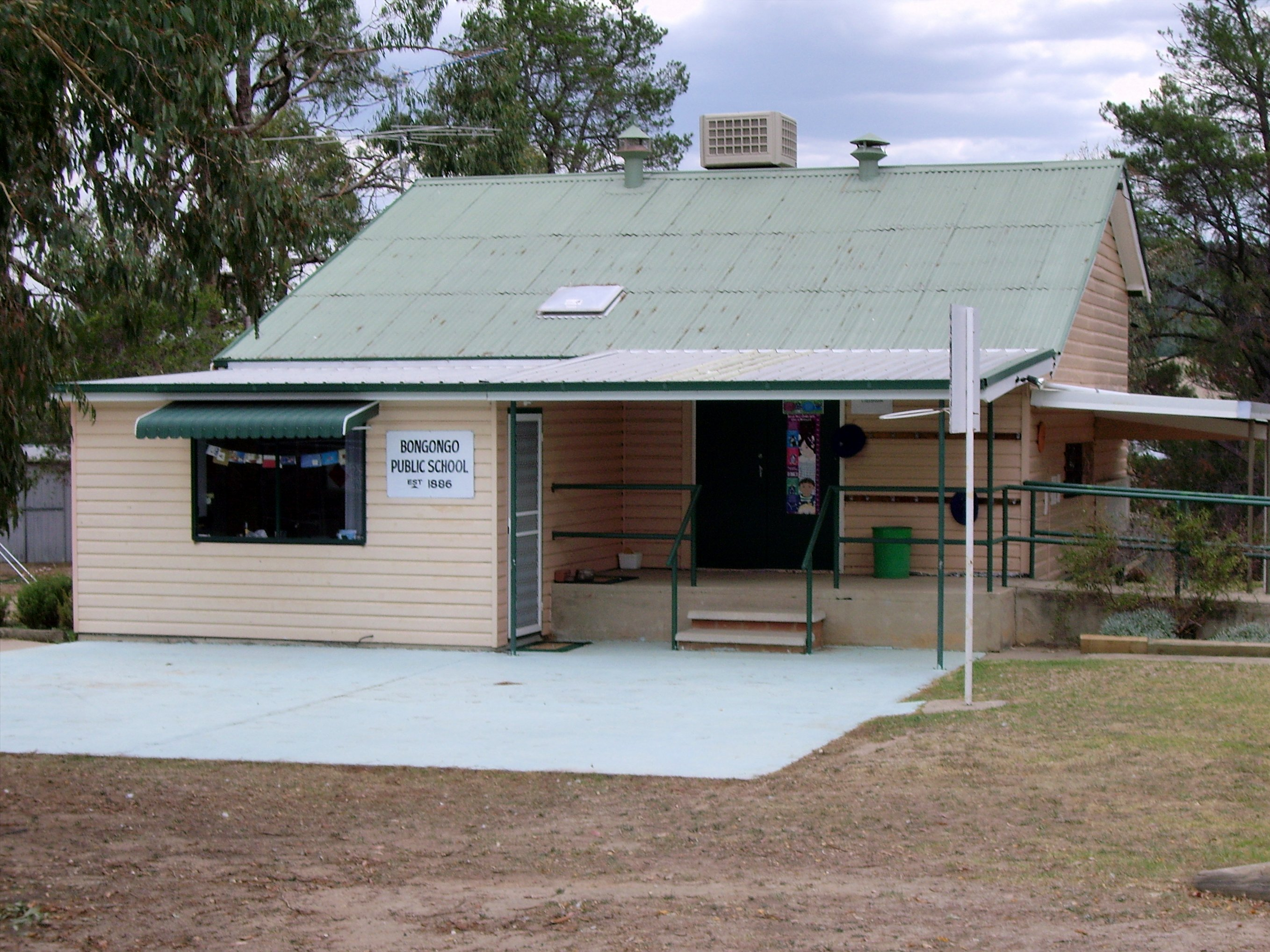
École primaire